# Црква Светог Вазнесења у Дрену
Црква Светог Вазнесења у Дрену, насељеном месту на територији градске општине Обреновац, подигнута је 1896. године и представља непокретно културно добро као споменик културе.
Црква посвећена Светом Вазнесењу саграђена је као једнобродна грађевина засведена полуобличастим сводом са изнутра полукружном, а споља петостраном апсидом на истоку, са звоником који је подигнут одвојено од главног корпуса цркве. Својим стилским карактеристикама архитектура цркве приближава се моделима рашке школе српских средњовековних споменика. Карактеристичан детаљ обраде некада полихромних, а данас бело омалтерисаних фасада представљају четири угаона пиластра и декоративна обрада западног портала са надстрешницом ослоњеном на два стуба и прилазним степеништем. Изнад портала налази се камена декоративна розета. 
Иконостас је класицистички обликован, иконама за које се претпоставља да су рад непознатог руског сликара. 